# Alexandre de Laflotte
Alexandre de Laflotte (1766 – Parigi, 1794) è stato un diplomatico e politico francese.

## Biografia
Nasce nel 1766 e muore ghigliottinato nel 1794 a Parigi è stato un uomo politico francese, nonché diplomatico Incaricato d'affari.
Laflotte durante la Rivoluzione francese, fu incaricato d'affari della Repubblica francese a Firenze presso il Granducato di Toscana, ma fu espulso nell'ottobre 1793.
Tornato in Francia fu sospettato e imprigionato. Propone i suoi servigi come « segnalatore » al Comitato di sicurezza generale. Dopo la caduta di Maximilien de Robespierre il 9 termidoro anno II (27 luglio 1794), tenta di discolparsi con una memoria scritta, ma fu poco convincente sul suo ruolo avuto nella questione della Conspiration des prisons (cospirazione delle prigioni) tendenti all'eliminazione sistematica dei prigionieri ritenuti nemici della Rivoluzione.